# Comitatul Făgăraș
Comitatul Făgăraș, cunoscut și ca Varmeghia Făgărașului (în maghiară Fogaras vármegye, în germană Komitat Fogarasch, în latină Comitatus Fogarasensis), a fost o unitate administrativă a Regatului Ungariei, care a funcționat în perioada 1876–1920. Reședința comitatului a fost orașul Făgăraș.

## Geografie
Comitatul Făgăraș se învecina la vest cu Comitatul Sibiu (Szeben), la nord cu Comitatul Târnava Mare (Nagy-Küküllő) și la est cu Comitatul Brașov (Brassó). În partea de sud, acest comitat forma granița între Regatul Ungariei și Regatul României. Râul Olt forma o mare parte din granița nordică a comitatului. Munții Carpați formau limita sudică a comitatului. Suprafața comitatului în 1910 era de 2.433 km², incluzând suprafețele de apă.

## Istorie
Țara Făgărașului a fost o unitate administrativă a Regatului Ungariei încă din secolul al XV-lea. După 1691 regiunea a făcut parte din fundus regius, teritoriu organizat ca zonă de frontieră imperială. Comitatul Făgăraș a fost înființat în 1876, când structura administrativă a Transilvaniei a fost schimbată. Cu această ocazie s-au desființat ținuturile imperiale grănicerești și autonomiile sașilor și secuilor. În 1918, urmată fiind de confirmarea Tratatului de la Trianon din 1920, comitatul, alături de întreaga Transilvanie istorică, a devenit parte a României.
După Unirea Transilvaniei cu România, cea mai mare parte din teritoriul lui a fost inclus în județul Făgăraș. Teritoriul comitatului Făgăraș se regăsește azi în județele Brașov și Sibiu (partea de vest) din centrul României.

## Demografie
În 1910, populația comitatului era de 95.174 locuitori, dintre care:
- Români -- 84.436 (88,71%)
- Maghiari -- 6.466 (6,79%)
- Germani -- 3.236 (3,40%)

## Subdiviziuni

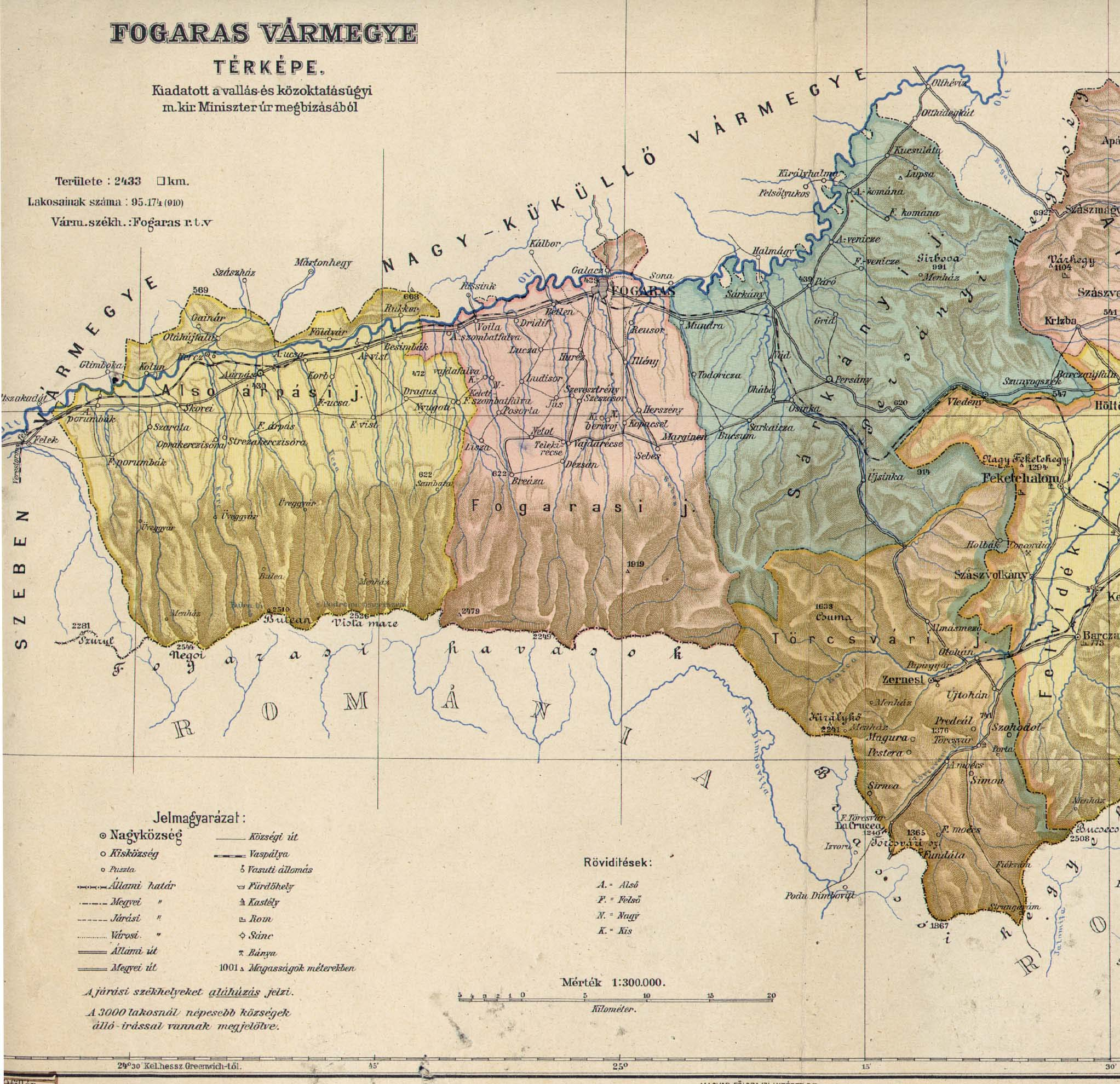
Harta administrativă a comitatului Făgăraş

La începutul secolului 20, subdiviziunile comitatului Făgăraș erau următoarele:
| Districte (járás)                          | Districte (járás)           |
| District                                   | Capitală                    |
| ------------------------------------------ | --------------------------- |
| Alsóárpás                                  | Alsóárpás --- Arpașu de Jos |
| Fogaras                                    | Fogaras --- Făgăraș         |
| Sárkány                                    | Sárkány --- Șercaia         |
| Törcsvár (Bran)                            | Zernest --- Zărnești        |
| Districte urbane (rendezett tanácsú város) |                             |
| Fogaras --- Făgăraș                        |                             |